# エキサイティングサッカー
『EXCITING SOCCER』（エキサイティングサッカー）は、1983年にアルファ電子（後のADK）が開発したアーケードゲームである。

## 解説
サッカーを題材とした勝ち抜きゲームである。日本、アメリカ、イングランド、フランス、ドイツ、ブラジルの6つのチームから1つを選択してプレイする。6つの国間ではユニフォームこそ差があるが、能力差はない。
このゲームはサッカーゲームには珍しく、スコア制を採用しており、ドリブル20点，パス50点，センタリング250点，そしてゴールが決まると3,000点が入る。オフサイドを初めて採用したサッカーゲームでもある。
試合は2分間（ハーフタイムなし）で行われ、相手チームより多く得点（勝利）すると次のラウンドに進める。フィールドプレーヤー6人とゴールキーパー1人の7人制。選手の操作はジョイスティックと2つのボタンで行い、ボタンはパスとシュートに割り当てられている。相手ゴールのゴールライン上に矢印が表示されていて、プレイヤー側の選手がボールを保持している状態でシュートボタンを押してシュートを打つと、そのシュートはその矢印を目指して飛んでいく。この矢印はジョイスティックの左右の操作に合わせてゴールマウスの幅より少し広い範囲を移動するので、ボールを保持しているプレイヤー側の選手の位置とゴールキーパーの位置関係をみながらゴールが決まるように矢印の位置を調整してシュートを打つ必要があるが、矢印を動かすと選手もその方向に移動するため（逆もまたしかり）、その操作がプレーの肝となっている。
ゲーム開始後のチーム選択画面でのBGMはテレビ東京「三菱ダイヤモンドサッカー」のテーマ曲でもあった「ドラム・マジョレット」（オリジナルよりも少しアップテンポなアレンジである）、試合中のBGMは1958年のラテン・ロック「テキーラ」。勝利した場合は、プレイヤーが選択した国の国歌（君が代、星条旗、女王陛下万歳、ラ・マルセイエーズ、ドイツの歌、ブラジルの国歌）のメロディが流れる。引き分けや敗北は、即ゲームオーバー（コンティニュー機能もなし。また延長戦やPK戦もない）。プレイヤーが選択した国以外の5カ国全てを倒すと、エンディング。ゲームオーバーやエンディングの後、スコアが6位以内（初期設定ではトップが20，000点。以下14，810点、12，990点、10，920点、8，250点、7，990点〈6位〉に設定されている。初期設定の計算上、通算で3点以上ゴールすればランクインする。）に入るとネームエントリー（アルファベット3文字）が可能である。

## 移植作品
- チャンピオンサッカー（SC-3000・SG-1000用）

ゲーム内容はオフサイドが無くなっている以外はほぼ同じだが、選手を全てBGで描画しているため、動きがぎこちなくなっている。チーム選択は無いが、CPUの強さを三段階から選ぶことが出来る。試合は前後半5分ずつで、同点の場合はゴール方式の延長戦になる。
MSXにも移植されて、ポニーキャニオンから発売された。